# Gavin Henson
Pour les articles homonymes, voir Henson.

a Compétitions nationales et continentales officielles uniquement.

b Matchs officiels uniquement.
Dernière mise à jour le 20 mai 2020.
Gavin Henson, né le 1er février 1982 à Bridgend (pays de Galles), est un joueur international gallois de rugby à XV jouant au poste de centre, de demi d'ouverture ou d'arrière.

## Biographie
Gavin Henson honore sa première cape internationale en équipe du Pays de Galles le 10 juin 2001 contre l'équipe du Japon au poste de demi d'ouverture, à l'âge de seulement dix-neuf ans en tant que remplaçant. Au mois de septembre, il est titulaire pour affronter la Roumanie. Il est élu en 2001 Meilleur jeune joueur au monde de l'année par l'International Rugby Board,.
En 2005, il est sélectionné pour faire partie de la tournée des Lions en Nouvelle-Zélande. En 2007, en revanche, il ne peut pas participer à la Coupe du monde de rugby à XV à cause d'une vilaine blessure peu de temps avant le tournoi. En 2008, il remporte le Grand Chelem avec l'équipe du Pays de Galles lors du Tournoi des Six Nations. En 2011, il est pré-sélectionné pour la Coupe du monde de rugby à XV 2011 mais se blesse lors d'un match de préparation face aux Anglais alors qu'il semblait revenir en forme.
En février 2011, après un come-back manqué aux Saracens, il signe au RC Toulon, le président Mourad Boudjellal voulant le relancer comme il l'a fait avec Jonny Wilkinson. Le 2 avril 2011, il joue son premier match de top 14, avec le RC Toulon contre le Stade français Paris, au cours duquel il signe son premier essai sous ses nouvelles couleurs[réf. souhaitée]. Mais à l'intersaison 2011, il est licencié de son club à la suite d'un incident à bord d'un avion le ramenant d'une rencontre avec son club. Il quitte alors le RC Toulon et signe aux Cardiff Blues, province du Pays de Galles.
Il était le compagnon de la chanteuse Charlotte Church avec qui il a deux enfants, Ruby, née le 20 septembre 2007 et Dexter, né le 11 janvier 2009. Il a pour habitude de jouer avec des chaussures à crampons vert fluorescent, confectionnées sur mesure par Karl Lagerfeld.
Il signe au RC Toulon le 3 février 2011, en tant que joker médical, par proposition du président toulonnais qui veut, comme il l'a fait avec Jonny Wilkinson, relancer le Gallois pour qu'il revienne à son meilleur niveau.
Malheureusement, à la suite d'une altercation avec plusieurs de ses coéquipiers, Henson est mis à pied par Mourad Boudjellal. Il réintègre finalement l'effectif toulonnais, grâce au soutien des joueurs de l'équipe. Mais en mai 2011 il est remerciè du RC Toulon.
Le trois-quart centre gallois Gavin Henson a été licencié lundi 2 février 2012 par les Cardiff Blues pour avoir provoqué un incident à bord d'un avion alors qu'il était ivre, samedi matin.

## Statistiques en équipe nationale
- 33 sélections (26 fois titulaire, 8 fois remplaçant)
- 130 points (3 essais, 29 transformations, 18 pénalités, 1 drop)
- Sélections par année : 2 en 2001, 2 en 2003, 7 en 2004, 5 en 2005, 4 en 2006, 3 en 2007, 5 en 2008, 3 en 2009, 2 en 2011
- Tournois des Six Nations disputés : 2005, 2006, 2008, 2009

### Avec lesLions britanniques et irlandais
- 1 sélection (1 fois titulaire)
- Sélections par année : 1 en 2005

## Palmarès

### En club
- Vainqueur de la Coupe anglo-galloise en 2008 avec les Ospreys
- Vainqueur du Pro12 en 2005 et 2007 avec les Ospreys
- Finaliste du Championnat d'Angleterre en 2015 avec Bath
- Vainqueur du Rfu Championship en 2016 avec Bristol

### En équipe nationale
- Vainqueur du Tournoi des Six Nations en 2005 et 2008
- Grand Chelem en 2005 et 2008
- Vainqueur de la Triple Couronne en 2005 et 2008

### Distinctions personnelles
- IRB Young Player of the Year en 2001